# Stazione di Miseglia Inferiore
La stazione di Miseglia Inferiore era una stazione ferroviaria posta sulla ferrovia Marmifera Privata di Carrara che operò dal 1876 al 1964. Era ubicata nei pressi della frazione Miseglia del comune di Carrara ed era configurata come impianto di diramazione per i tracciati per Canalie e Torano. Nel territorio della frazione era presente un altro impianto, Miseglia Superiore chiamato così per la diversa posizione dove era ubicato.

## Storia
La stazione venne inaugurata il 19 agosto 1876, in concomitanza all'apertura al servizio dei primi due tronchi della ferrovia. Miseglia Inferiore era posta nel tratto San Martino-Miseglia Inferiore, da qui poi si diramavano i tracciati per Canalie, Torano e Piastra.
Nel 1893 la località viene limitato il servizio di corrispondenza in partenza al trasporto dei marmi.
La stazione operò ininterrottamente fino al 15 maggio 1964, anno in cui la ferrovia fu soppressa a causa della concorrenza su gomma.

## Strutture e impianti
La stazione disponeva di un fabbricato di servizio più altri 3 adibiti ad altri usi. Questi sono ancora esistenti, sebbene fatiscenti e abbandonati da tempo. La stazione disponeva di 3 binari, due a servizio delle diramazioni per Canalie, lunga quasi un chilometro, e per Torano, tratto lungo 1,8 chilometri, ed un altro di scalo.
Al 2014 la stazione non è stata recuperata mentre tutti i binari furono smantellati poco dopo la sua soppressione.

### Architettura
L'architettura del fabbricato principale rispetto alle altre stazioni (escludendo Avenza e San Martino) era molto curata nei dettagli, la facciata in particolare: consisteva di 3 entrate e 2 murate dalle quali si erano ricavate due finestrelle superiori. Al 2014 l'edificio presenta ancora la colorazione originaria mentre al suo interno non è rimasto più nulla.

## Movimento
La stazione, durante i suoi anni di servizio, gestì il traffico merci marmifero provenienti dai due diversi tracciati. Essa non operò mai il servizio passeggeri in maniera regolare.

### Materiale fotografico
- Esterno e Interno nel 2004